# Leandro Paiva
Leandro Gastón Paiva Santurión, noto semplicemente come Leandro Paiva (Montevideo, 15 febbraio 1994), è un calciatore uruguaiano, centrocampista dell'Huracán Buceo.

## Carriera

### Club
Cresciuto nel settore giovanile del Montevideo Wanderers, ha esordito in prima squadra il 19 maggio 2013 disputando l'incontro di campionato pareggiato 0-0 contro il Peñarol.